# Куяда (Эхирит-Булагатский район)
Куяда — село в Эхирит-Булагатском районе Иркутской области России. Входит в состав Захальского муниципального образования. Находится примерно в 22 км к югу от районного центра.

## Население
По данным Всероссийской переписи, в 2010 году в деревне проживал 301 человек (160 мужчин и 141 женщина).